# Доброслав
Добросла́в (укр. Доброслав; до 1935 года Антоно-Кодинцево, до 2016 года Коминте́рновское) — посёлок в Одесском районе Одесской области Украины, административный центр Доброславской поселковой общины. До 2020 года являлся административным центром Лиманского района.

## Парки и скверы Доброслава
В посёлке располагаются несколько десятков парков, скверов и арт-объектов, среди которых: Мемориальный комплекс жертв и репрессий Голодомора 1932-1933 гг., парк памяти воинов-афганцев, «Парк Славы», "Парк влюблённых сердец", парк «Бабусин Садочок», «Лесная песня», «Дубай», «Тракия», «Японский сад», «Щедрык», «Украинская песня», «сквер Дали», «Жемчужина Доброслава» и другие.

## Географическое положение
Населённый пункт расположен в 50 км от Одессы.

## История
Поселение возникло около 1802 года, когда помещик Полтавской губернии Антон Кодинцев купил в этом районе землю и переселил на новое место часть своих крепостных крестьян. По имени владельца населённый пункт получил название Антоно-Кодинцево.
С 1849 года Антоно-Кодинцево являлось местечком и волостным центром. В 1858 году в нём было 64 двора и 515 жителей.
В 1886 году в местечке Антоно-Кодинцево, центре Антоно-Кодинцевской волости Одесского уезда Херсонской губернии проживало 410 человек, насчитывалось 80 дворовых хозяйств, имелась православная церковь, школа и лавка. Рядом в одной версте располагалась недействующий паровая мельница, в пяти верстах — лавка, в семи верстах — паровая мельница, в 11 верстах — паромная переправа.
В ходе Великой Отечественной войны в 1941—1944 годы селение находилось под немецко-румынской оккупацией.
В 1973 году здесь действовали комбинат питания, хлебозавод и инкубаторная станция.
В мае 1995 года Кабинет министров Украины утвердил решение о приватизации находившейся здесь райсельхозтехники.
На 1 января 2013 года численность населения составляла 6887 человек.

## Транспорт
Находится в 16 км от железнодорожной станции Кремидовка на линии Одесса — Помошная Одесской железной дороги.
Через посёлок проходит Старокиевская дорога.